# Laura Mulvey
Laura Mulvey   (Anglaterra, 15 d'agost de 1941)  és una teòrica del cinema i realitzadora anglesa. Actualment és docent a Birbeck College, de la Universitat de Londres. Abans d'assumir el seu càrrec actual ha treballat al British Film Institute, i va ser distingida l'any acadèmic 2008-2009 com a Professora Visitant Mary Cornille a Humanitats a Wellesley College.

## Obra crítica, com a teòrica del cinema
A inicis dels anys setanta, en el context de la segona onada del feminisme, es donen una sèrie d'aportacions que palesen l'emergència d'una teoria feminista del cinema. El 1973 Claire Johnston edita Notes on Women's Cinema publicat per la Society for Education in Film and Television. En ell hi ha un text cabdal en la teoria feminista del cinema, de la mateixa Johnstonː Women's Cinema as Counter-Cinema.
El mateix any Laura Mulvey presenta una comunicació al French Department of The University of Wisconsin, que es publicarà en forma d'article el 1975 a la revista Screen. Es tracta de Visual Pleasure and Narrative Cinema, un text cabdal, pioner en la teoria fílmica feminista. Es tracta, escriu Mulvey en les primeres línies del text, de «fer servir la psicoanàlisi per descobrir on i com la fascinació del cinema es veu reforçada per patrons preexistents de fascinació que ja funcionen en l'interior del subjecte individual i de les formacions socials que l'han moldejat /conformat. Pren com a punt de partida la forma en què el cinema reflecteix, revela, i fins i tot participa en la correcta i socialment establerta interpretació de la diferència sexual que controla les imatges, les formes eròtiques de mirar i l'espectacle. (…) L'apropiació de la teoría psicoanalítica es realitza, en aquest camp, en tant que arma política, demostrant la manera en què l'inconscient de la societat patriarcal ha estructurat la forma cinematogràfica.» Aquesta teoria s'anomena sovint com la construcció d'una mirada masculina.
Després de la publicació de textos com Notes on Sirk and Melodrama, Film, Feminism and the Avant-Garde, el 1981 Laura Mulvey escriu Afterthoughts on 'Visual Pleasure and Narrative Cinema' inspired by Duel in the Sun, de King Vidor (1946), com a possible resposta als lectors del text de 1975, a la qüestió de l'absència d'una figura espectatorial femenina en l'anàlisi de la teòrica britànica: «Tot sovint se m'ha preguntat —escriu Laura Mulvey en l'abstract del seu article— per què només he fet servir una tercera persona del singular, masculina, per representar l'espectador. En aquell moment m'interessava la relació entre la imatge de la dona a la pantalla i la "masculinització" de la posició de l'espectador, independentment del sexe real (o possible desviació) de qualsevol assistent real al cinema. Els patrons integrats de plaer i identificació imposen la masculinitat com a "punt de vista"; un punt de vista que també es manifesta en l’ús general de la tercera persona masculina. Tanmateix, la pregunta persistent "i les dones del públic?" i el meu propi amor pel melodrama de Hollywood es van combinar per convèncer-me que, per irònicament que s'hagués pensat originalment, la tercera persona masculina tancava les vies d'investigació que s'haurien de seguir. Finalment, Duel in the Sun i la crisi d’identitat sexual de la seva heroïna van unir les dues àrees.»
A aquesta darrera publicació seguiran altres contribucions, com Melodrama in and out of the home (1986); Analysing Popular Television and Film; Changes: Thoughts on Myth, Narrative and Historical Experience (1987) o Moving Bodies. Interview with Moufida Tlatli (1995). L'any 2006 Laura Mulvey publica el llibre Death 24x a second. Stillness and the Moving Image,en què, més de trenta anys després d'escriure Visual Pleasure and Narrative Cinema, introdueix la reflexió sobre la imatge cinematogràfica, en una etapa de la història del cinema marcada pels canvis introduïts per la irrupció de la imatge digital, tant en la pràctica com en la teoria i l'anàlisi del cinema, en les tecnologies de realització però també de reproducció de les imatges.

## Obra cinematogràfica
Entre 1974 i 1984 la trajectòria cinematogràfica de Laura Mulvey es desenvolupa en col·laboració amb el teòric del cinema i director Peter Wollen, el seu marit. Amb Peter Wollen va escriure i codirigir sis pel·lícules, films molt teòrics i experimentals, que tracten sobre el discurs de la teoria feminista, la semiòtica, la psicoanàlisi i la política d'esquerres, en un estil de contra-cinema, amb innovacions tècniques sorprenents, com les paelles de 360 graus, i amb un enfocament didàctic, per a un públic inevitablement restringitː Penthesilea: Queen of the Amazons (1974), Riddles of the Sphinx (1977), Amy! (1980), Crystal Gazing (1982), Frida Kahlo i Tina Modotti (1982) i The Bad Sister (1982).
En tornar al cinema als anys noranta, va produir el projecte Disgraced Monuments (1996)', que va codirigir amb Mark Lewis, al qual seguiria, també amb ell, 23rd August 2008 (2013).

### Llibres[11]
- Douglas Sirk, A collection of essays coeditat amb Jon. Halliday. Edinburgh Film Festival, 1972.
- Visual and Other Pleasures, Macmillan Londres: Indiana. University Press, Bloomington, 1989.
- Citizen Kane, Film Classics Series. Londres: BFI, 1992.
- Fetishism and Curiosity. Londres: BFI i USA: Indiana University. Press, Bloomington, 1996.
- Death 24x a second. Stillness and the moving image. Londres: Reaktion Books, 2006.

### Articles
- «Visual Pleasure and Narrative Cinema». Screen, 16, 3, 1975, pàgs. 6-18.
- «Afterthoughts on 'Visual Pleasure and Narrative Cinema' inspired by Duel in the Sun». Framework, 15-17, 1981, pàgs. 12-15.[8]
- «Melodrama in and out of the homel». A: C. MacCabe (ed.) High Theory/Low Culture: Analysing Popular Television and Film. Manchester: Manchester University Press, 1986, pàgs. 80-100.
- «Changes: Thoughts on Myth, Narrative and Historical Experiencel». History Workshop Journal, 23, 1987, pàgs. 3-19.
- «Moving Bodies. Interview with Moufida Tlatli». Sight and Sound,5/3, 1995, pàgs. 18-20.

## Filmografia
- Penthesilea (1974). Llargmetratge co-dirigit amb Peter Wollen.
- Riddles of the Sphinx (1977). Llargmetratge co-dirigit amb Peter Wollen.
- Amy! (1979). Curtmetratge co-dirigit amb Peter Wollen.
- Crystal Gazing (1982). Llargmetratge co-dirigit amb Peter Wollen.
- The Bad Sister (1983). Pel·lícula per a la televisió co-dirigida amb Peter Wollen.
- Frida and Tina (1983). Curtmetratge co-dirigit amb Peter Wollen.
- Frida Kahlo & Tina Modotti (1984). Curtmetratge documental co-dirigit amb Peter Wollen.
- Disgraced Monuments (1996). Co-dirigit amb Mark Lewis.
- 23rd August 2008 (2013). Curtmetratge documental co-dirigit amb Mark Lewis.